# Una ragazza da sedurre
Una ragazza da sedurre (A Very Special Favor) è un film di commedia romantica del 1965, diretto da Michael Gordon e con protagonisti Rock Hudson e Leslie Caron.